# Jules Mathieu
Ne doit pas être confondu avec Jules Mahieu.
Jules Mathieu, né le 17 octobre 1887 à Nivelles et mort le 6 février 1943 à Liège, est un homme politique belge membre du POB et un militant wallon.

## Biographie
Fils du Bâtonnier Frédéric Mathieu, docteur en droit, avocat, banquier, Jules s'engage dans l'armée coloniale après sa blessure de guerre de 1914 à Anvers. Il devient auditeur militaire et termine la guerre au rang de gouverneur militaire de l'Ouganda. Il devient un des leaders du Fusil brisé et fondateur de Jean Prolo.
Il fut conseiller communal (1921) de Nivelles et bourgmestre de 1921 à 1926 et de 1933 à 1937. De 1919 à 1937, il représenta l'arrondissement administratif de Nivelles à la Chambre, dont il fut secrétaire de 1921 à 1928. En 1935, il présida à la formation du Gouvernement Van Zeeland I. Connu comme fédéraliste convaincu, il devint gouverneur de la province de Liège de 1937 à sa mort. En 1940, à Toulouse, il est Commissaire royal aux Réfugiés.

## Le combat régionaliste
Dès 1920, Jules Mathieu défend des idées proches du fédéralisme. Il devient membre de l' Assemblée wallonne en 1921, représentant l'arrondissement de Nivelles. Il est l’auteur d'un rapport favorable à la régionalisation de l'armée (1923). Il accompagnera les autres fédéralistes tels Destrée, Jenissen et Buisseret à leur départ de l' Assemblée wallonne vers la Ligue d'Action wallonne. Son but est l'autonomie wallonne dans le cadre belge. 

En 1930, membre du comité de patronage du premier congrès de la Concentration wallonne, il apparaît comme un défenseur acharné des droits et intérêts des fonctionnaires wallons. Jules Mathieu estime que la Wallonie veut être jugée et administrée non seulement dans sa langue mais par des gens de son terroir. Bourgmestre de Nivelles, il accueille le Congrès de Littérature et d'Art dramatique wallons en 1926 ; il accueille aussi le congrès de la Concentration wallonne (1935). Comme gouverneur de Liège, il reçoit les congressistes wallons au palais provincial en 1938. Il est alors membre du comité de patronage du premier Congrès culturel wallon de Charleroi.